# Neiokõsõ
Le Neiokõsõ sono un gruppo musicale estone che si è ispirato per i suoi lavori alla band belga Urban Trad.
Il gruppo è costituito unicamente da ragazze, ed ha rappresentato l'Estonia all'Eurovision Song Contest 2004.

## Eurolaul ed Eurovision
Le Neiokõsõ si sono aggiudicate la competizione nazionale dell'Eurolaul nel 2004, attirando la maggioranza dei consensi del televoto del pubblico estone, ottenendo così il diritto di partecipare all'Eurovision Song Contest del medesimo anno, tenutosi ad Istanbul. La canzone presentata, Tii (musica di Priit Pajusaar e Glen Pilvre, testo di Aapo Ilves), cantata in võro dialetto proveniente dalla zona sud dellìEstonia, si è classificata undicesima con 65 voti, non riuscendo così ad aggiudicarsi l'ingresso alle finali del concorso.

## Componenti
- Anu Taul
- Triinu Taul
- Astrid Böning
- Diana Põld
- Kadri Uutma

## Discografia

### Singoli
- 2004 - Tii